# 林马蓝
林马蓝（学名：Pteracanthus dryadum），为爵床科马蓝属下的一个种。

## 扩展阅读
維基物種上的相關：林马蓝